# Jezioro Ostrowieckie
Jezioro Ostrowieckie – jezioro w Polsce, położone w województwie zachodniopomorskim, na Równinie Gorzowskiej, 10 km na północny wschód od Dębna, na zachód od wsi Ostrowiec.

Długość linii brzegowej 6424 m, 